# The Big Friendly Album
The Big Friendly Album ist ein Fusionalbum von Laura Jurd. Die im August 2021 in den Giant Wafer Studios, Llandrindod Wells, entstandenen Aufnahmen erschienen 2022 auf Jurds Eigenlabel Big Friendly Records.

## Hintergrund
The Big Friendly Album ist das vierte Album der in London lebenden Trompeterin/Hornistin und Komponistin Laura Jurd unter ihrem eigenen Namen. The Big Friendly Album schöpfe aus Folk-Traditionen, insbesondere aus denen, die Jurds schottisches Erbe widerspiegeln, wird aber durch eine Jazz-Sensibilität gefiltert, notierte Chris May. Ebenfalls zu hören seien der Blues und gelegentliche Spritzer Alternative Rock. Die Frontlinie der Bläser ist mit drei Blechblasinstrumenten besetzt (Kornett, Euphonium und Tuba); Jurds Kompositionen enthalten auch bitonale Passagen und asymmetrische Taktarten. Laura Jurd, die auf einigen Tracks neben Kornett auch akustisches und elektrisches Piano spielt, leitet ein Sextett, das von Martin Lee Thomson am Euphonium, Danielle Price an der Tuba, Alex Haines an der Gitarre, Ruth Goller am Bass und Corrie Dick am Schlagzeug vervollständigt wird; letzterer gehörte schon Jurds Vorgängergruppe Dinosaur an. Flötist Finn Peters ist Gastmusiker bei „Fuzzy“, der norwegische Avant-Folk-Akkordeonist Frode Haltli bei „Sleepless“, „Little Opener“ und „Passing Clouds“, die Geiger Dylan Bates bzw. Mandhira de Saram bei „Pentatonic“ oder „Where the Tale Ends“ und der Sopransaxophonist Mark Lockheart bei „Houseplant“. Haltli, Bates und Lockheart tragen auch kurze Beiträge zum Titel „Henry“ bei.

## Titelliste

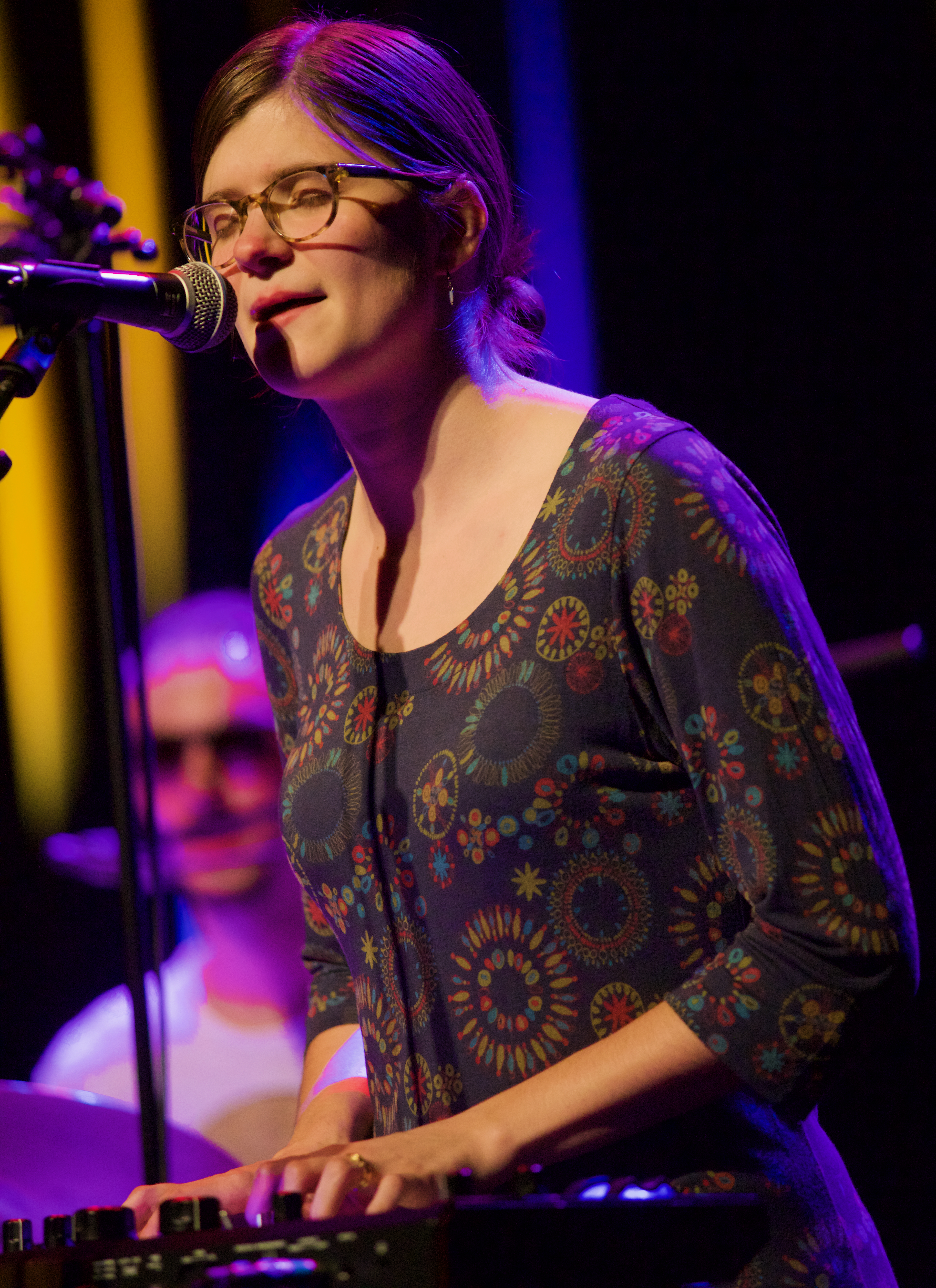
Laura Jurd (2018)

- Laura Jurd: The Big Friendly Album (Big Friendly Records – BF001)[2]

1. Fuzzy ft. Finn Peters 4:23
2. Sleepless ft. Frode Haltli 6:18
3. Little Opener ft. Frode Haltli 5:30
4. Passing Clouds 3:58
5. On the Up ft. Dylan Bates 5:01
6. PentaTONIC 4:26
7. Houseplant ft. Mark Lockheart 4:33
8. Henry 3:06
9. Where the Tale Ends ft. Mandhira de Saram 4:02

Die Kompositionen stammen von Laura Jurd.

## Rezeption
Dave Sumner schrieb in Bandcamp Daily, das Album sei ein erfrischender Schritt zurück von ihren aufregenden elektroakustischen Bestrebungen. Das treffend betitelte Album basiere auf einem Fundament aus warmen Melodien und Kadenzen, die „so sanft wie Sonnenstrahlen“  landen. Die Trompeterin wechsele für diese Session zu Kornett (und Klavier) und werde von Euphonium, Tuba, Gitarre, Violine, Akkordeon, Flöte, Bass, Saxophon und Schlagzeug begleitet. Die exzentrische Instrumentierung biete reichlich Gelegenheit, diesen einladenden Melodien Texturen hinzuzufügen.
Nach Ansicht von Chris May, der das Album in All About Jazz rezensierte, beinhalte das Big Friendly Album ein großherziges, herrlich lyrisches Wohlfühl-Spiel, das intellektuelles Engagement nicht ausschließe, aber seine Komplexität so leicht vorführe, dass man sie kaum bemerken würde. Wenn es möglich ist, beim Kornettspielen zu lächeln, habe man das Gefühl, dass Jurd dies im Großen und Ganzen während der Aufnahme von The Big Friendly Album getan hätte. In dieser Hinsicht sei sie eher wie ein anderer bescheidener Innovator, der große Pianist und Komponist Horace Silver, der in den 1960er-Jahren die wachsende Orthodoxie herausforderte, dass Jazz ein ernstes Geschäft sein soll und mit einem gequälten Grimasse aufgeführt werden müsse. Es sei sowieso schwer vorstellbar, dass Zuhörer dieses Albums alles andere als glücklich verlassen.